# Мішані ліси України

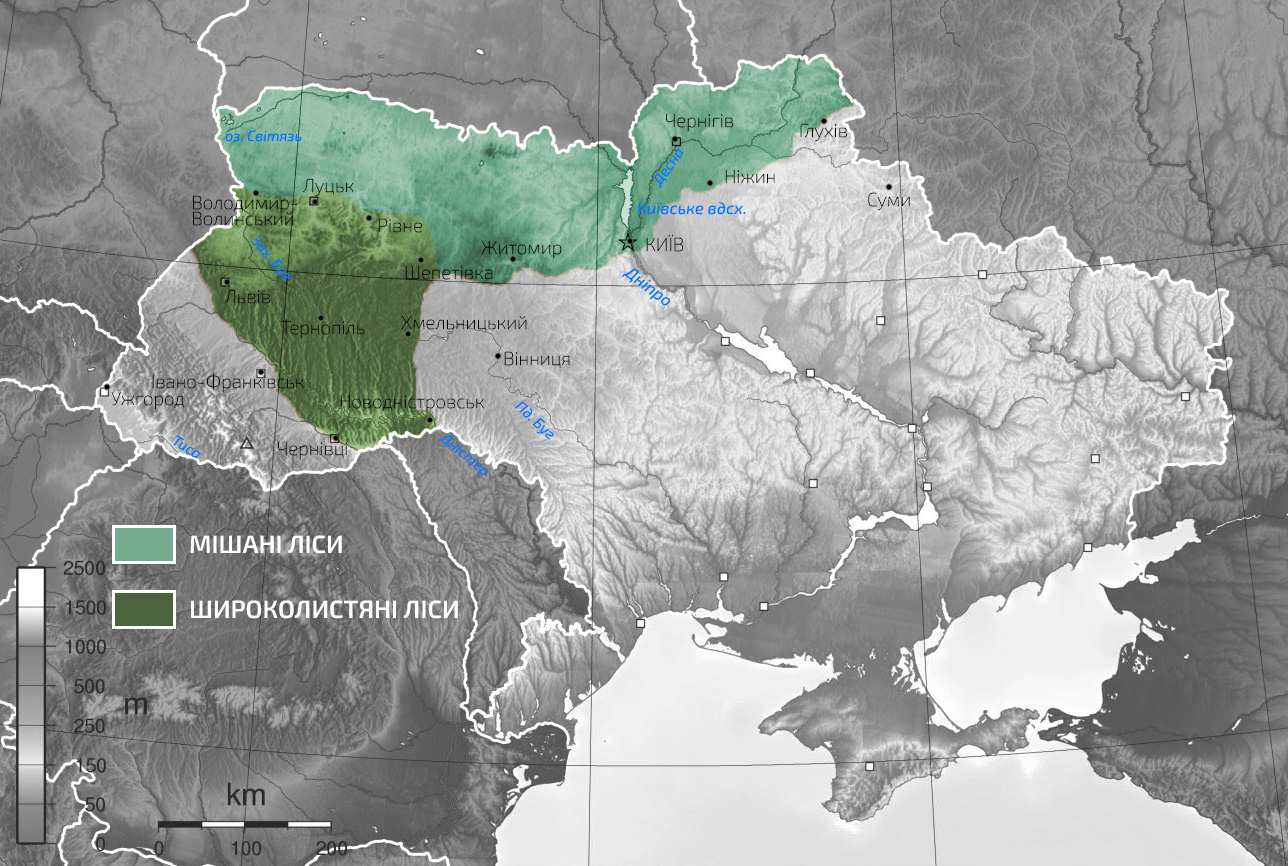
Фізико-географічне положення зон мішаних і широколистяних лісів України

Мішані ліси України — природна зона мішаних лісів, у рівнинній частині півночі України, Українське Полісся. Зона мішаних лісів становить близько 20 % території України. Південна межа проходить поблизу Рави-Руської, Львова, Золочева, Шепетівки, Житомира, Києва, Ніжина, Глухова.

## Геологія
На крейдяних масивах зустрічається карст.

## Рельєф
Характерний низовинний рельєф, гравійні, піщані й піщано-глинисті відклади. В антропогені, під час дніпровського зледеніння, сформувалися піщані рівнини, моренні пасма, еолові форми рельєфу.

## Клімат
Клімат помірно континентальний. Весна прохолодна, під час танення снігів бувають тривалі повені. Літо тепле, вологе. Дощова осінь. Зима сніжна, з відлигами. Середня температура січня змінюється із заходу на схід від −4,5 до −8 °C, липня — від +17 до +19 °C. У середньому за рік випадає 600–700 мм опадів (близько 70 % у теплий період); показник випаровування становить 400-450 мм; коефіцієнт зволоження більше одиниці. Річний радіаційний баланс становить приблизно 1700-1850 МДж/м². Кількість сонячних годин змінюється із заходу на схід від 1500 до 1800 годин на рік. Стійкий сніговий покрив утримується 90-100 днів. Переважають західні вітри зі середньою швидкістю 3-5 м/с.

## Гідрологія
Розгалужена річкова мережа, багато боліт, невеличких озер, найбільше — Світязь. Створена велика штучна водойма — Київське водосховище.

## Ґрунти
Ґрунти дерново-підзолисті та болотні.
Родючість ґрунтів, бали: 22-43

## Рослинний світ
Переважають соснові, дубово-соснові та дубово-грабові ліси. Є значні ділянки дубово-липових, вільхово-березових і ясенево-вільхових лісів. У лісах чітко виділяється ярусність. Верхній ярус утворюють дерева, середній, підлісок, — кущі, нижній — трав'янисті рослини, гриби. У північній частині переважає сосна звичайна і дуб звичайний. Південніше частішають в лісах граб, береза, липа, осика, клен, вільха. Серед підліску зустрічається ожина, шипшина, барбарис, ліщина, малина. На заболочених місцях поширені брусниця і чорниця. Навесні в лісі першими зацвітають підсніжники, проліски, ряст, анемони. Пізніше — конвалія, фіалки, купина, сон-трава. Влітку під деревами вегетують лише вологолюбні, тіньовитривалі рослини — папороті, мохи, копитняк. Інші трав'янисті рослини ростуть на галявинах і узліссях. Серед них: звіробій, деревій, валеріана, ромашка, іван-чай. У мішаних лісах багато грибів. Восени дерева скидають листя, більшість трав'янистих рослин відмирає. Опале листя і відмерлі рослини утворюють лісову підстилку, яка затримує вологу в ґрунті.

## Тваринний світ
У зоні мішаних лісів водяться травоїдні звірі: зубри, лосі, олені, сарни (козулі), зайці, різноманітні мишовидні. Хижі — вовки, лисиці, рисі, тхори, куниці. Всеїдні: свині, борсуки, вивірки, їжаки. Біля лісових водойм селяться бобри, видри, ондатри.
Більшість птахів прилітає навесні: солов'ї, зозулі, шпаки, мухоловки, вивільги, лелеки, журавлі, кулики, лебеді. Постійними мешканцями зони мішаних лісів є орябки, глухарі, тетеруки, сови, дятли.
З рептилій живуть гадюки, вужі та ящірки. У водоймах багато жаб, тритонів. Річки й озера багаті на рибу (понад 30 видів): щука, карась, лящ, чехоня, річковий вугор та ін. У лісовій підстилці, під корою дерев, на рослинах живе багато комах.
Комашиний світ репрезентують жалкі кровосисні й паразитичні (ґедзі, комарі), шкідники лісу: шовкопряди сосновий і непарний, короїди, вусачі.

## Реліктові ліси
На Поліссі, в Закарпатті і сьогодні можна знайти ділянки лісів з реліктовою рослинністю. На Донбасі, в горах Артема збереглися крейдяні бори — острівці дольодовикового лісового покриву України. Вони утворилися в долині Сіверського Дінця наприкінці третинного періоду. Основна рослина — крейдяна сосна, яка відрізняється від сосни звичайної коротшою хвоєю, дуже твердою деревиною та дрібними округлими шишками. Висотою сосни — від 8 до 28 м, найстаріші з цих дерев за формою крони нагадують італійські зонтичні пінії.

## Охорона природи
Великі зміни спричинили водомеліоративні роботи (осушення перезволожених земель), що були особливо масштабними в 1960—1970-ті. Аварія на Чорнобильській АЕС та інші наслідки діяльності людини негативно вплинули на стан довкілля й умови життя населення.
Для захисту екосистем мішаних лісів створено Поліський, Рівненський, Черемський заповідники, Шацький та Деснянсько-Старогутський національні природні парки, заказники — «Нечимне», Дорогинський, Дніпровсько-Деснянський та інші природоохоронні території.

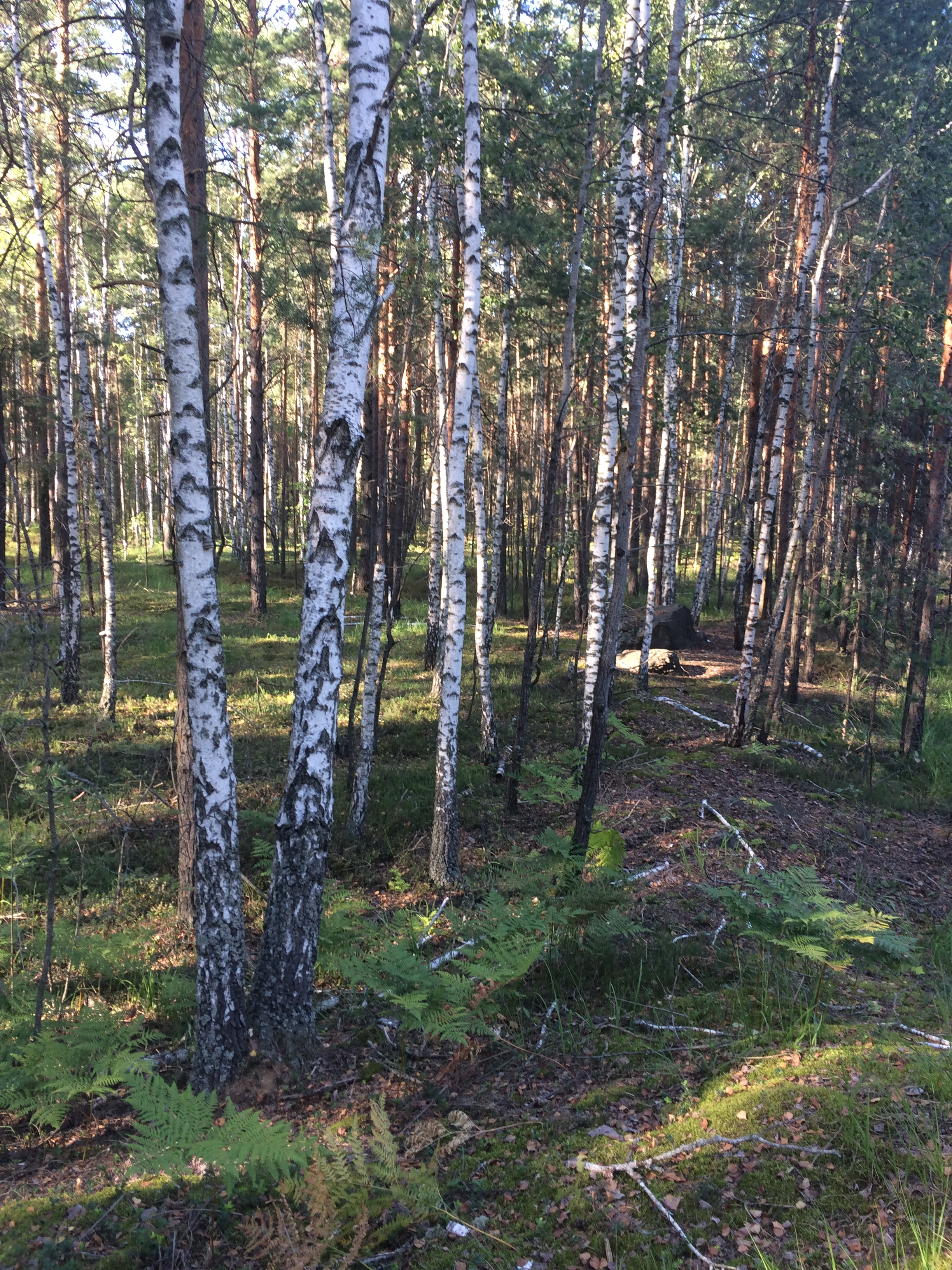
Поліський природний заповідник
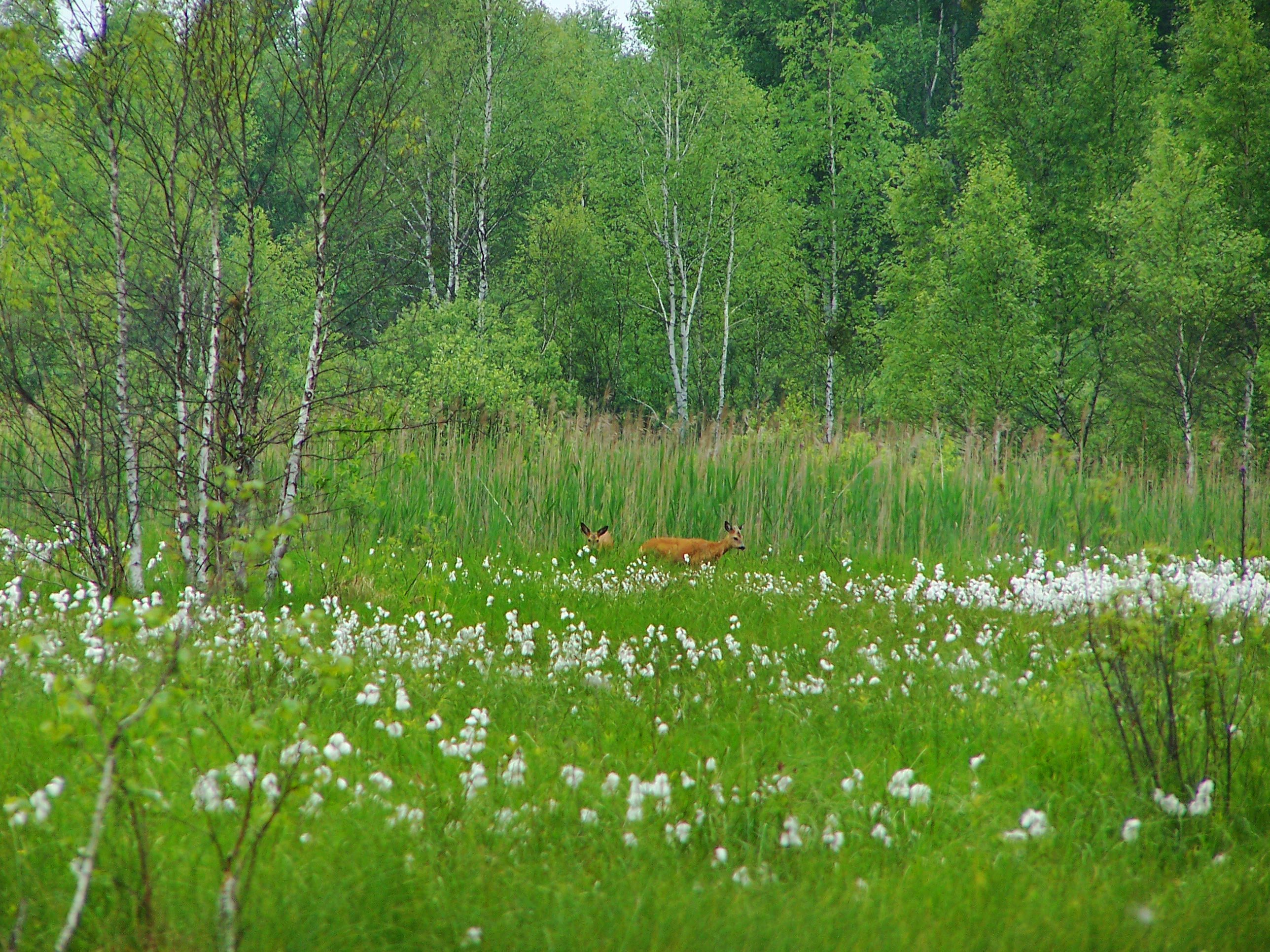
Шацький національний природний парк
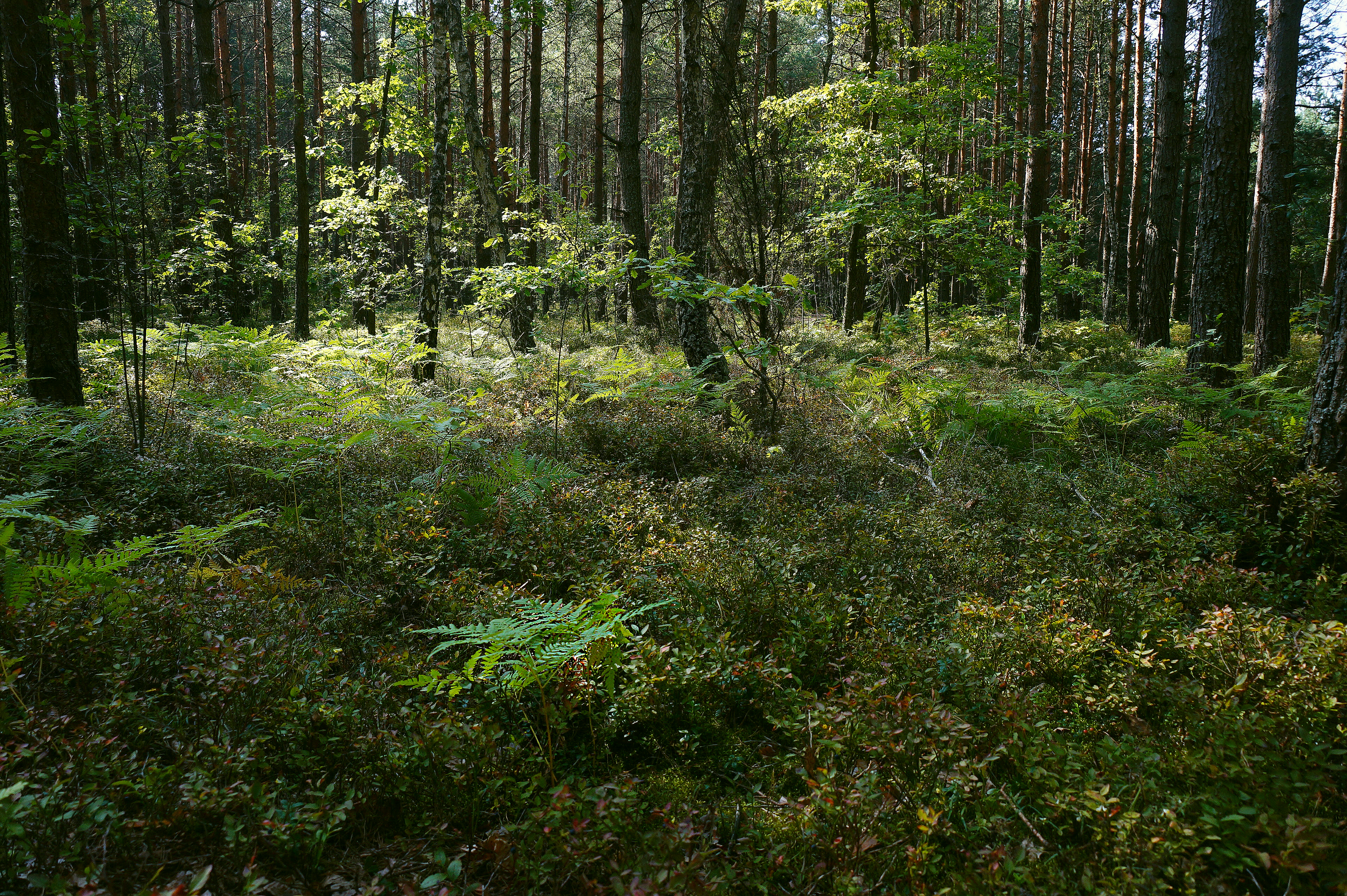
Шацький національний природний парк
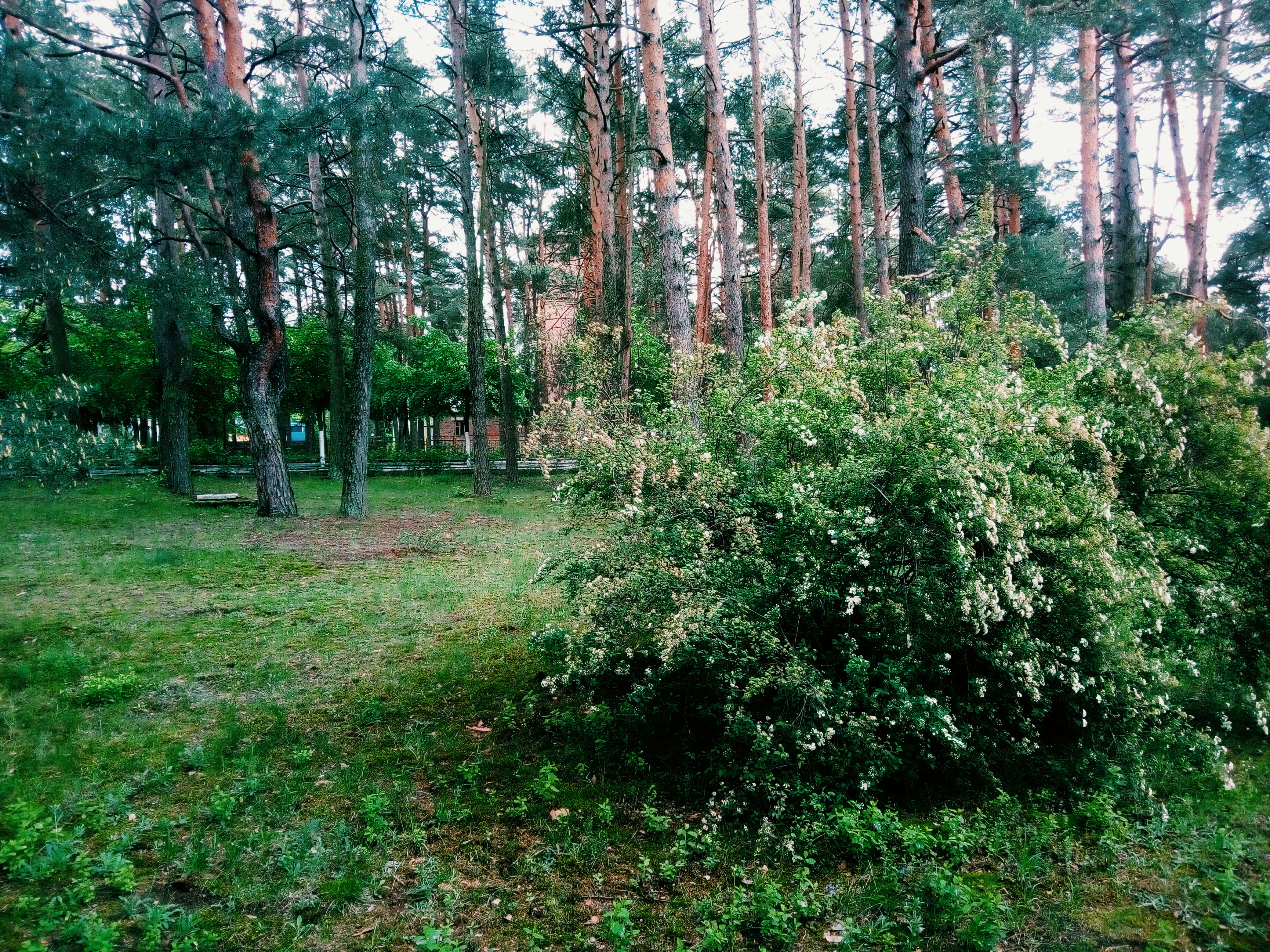
Шацький національний природний парк
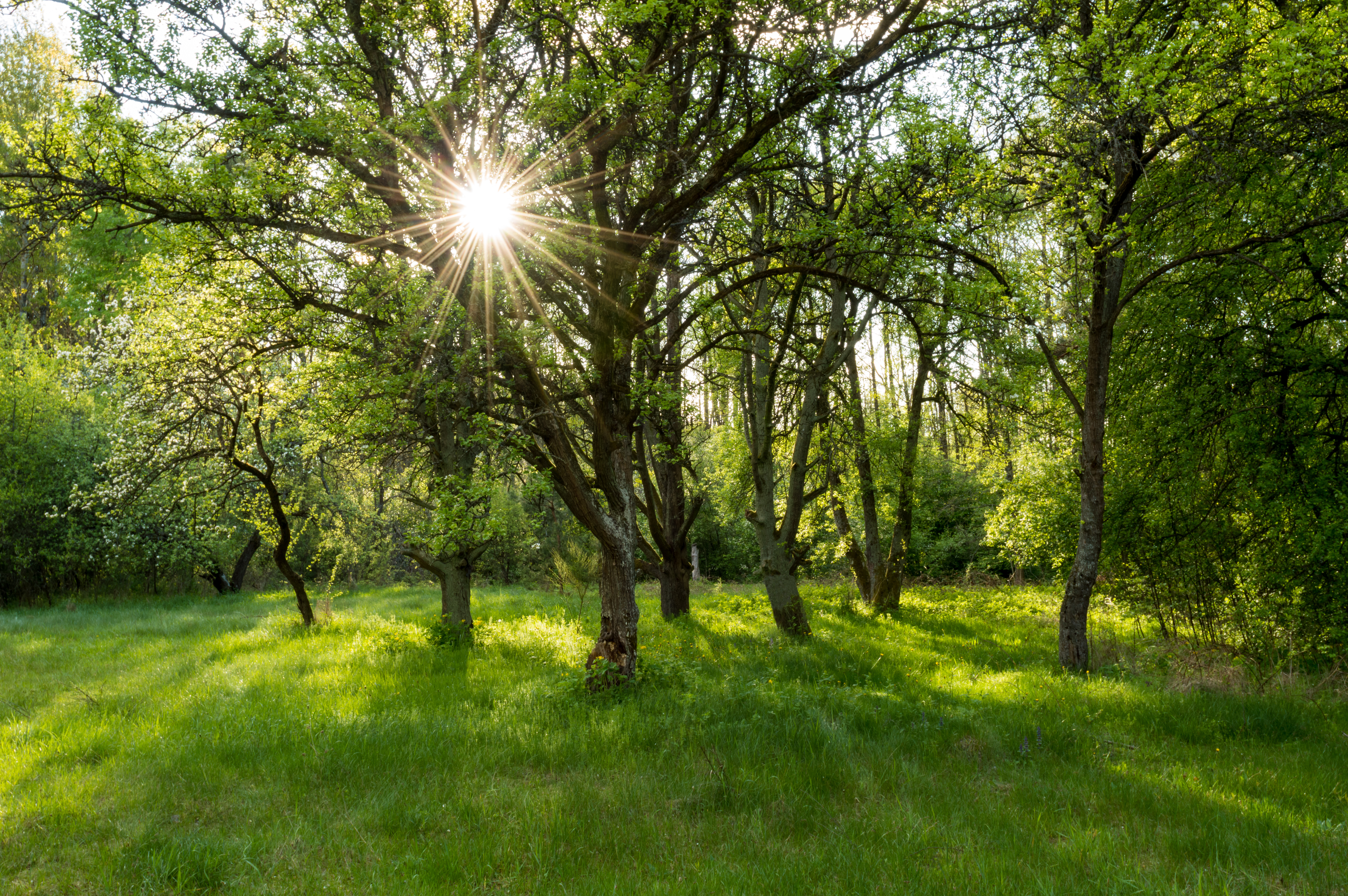
Шацький національний природний парк
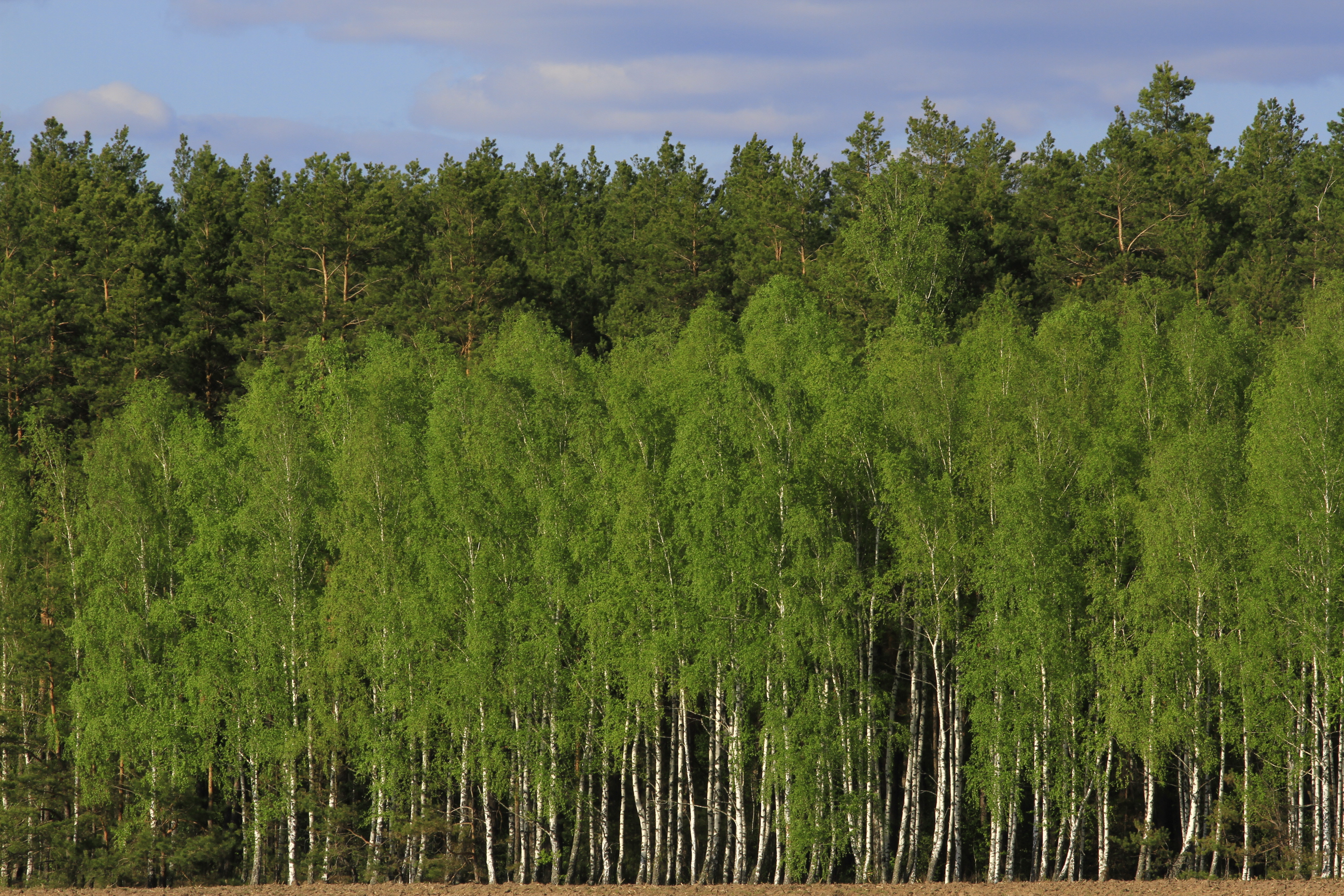
Деснянсько-Старогутський національний природний парк
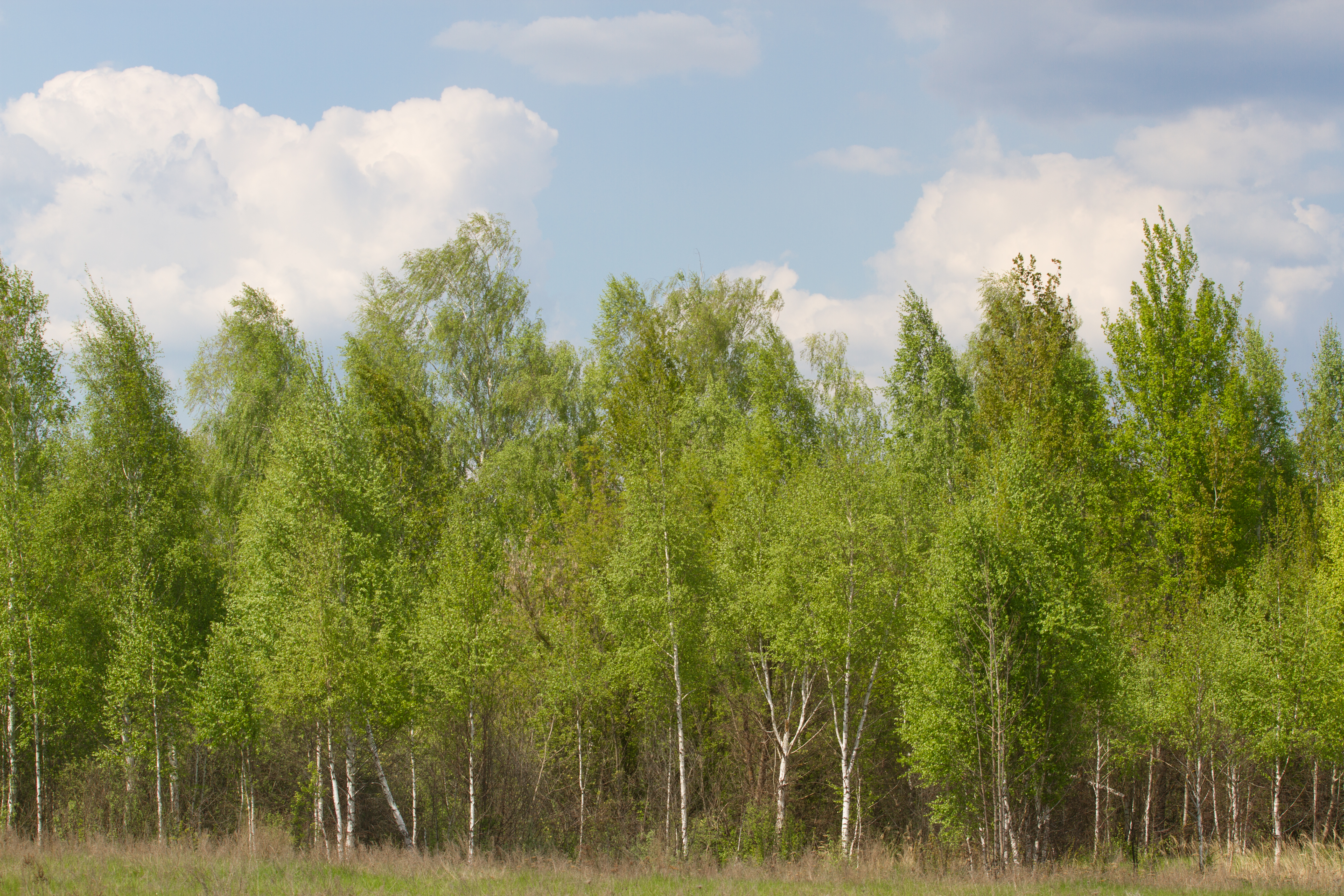
Деснянсько-Старогутський національний природний парк
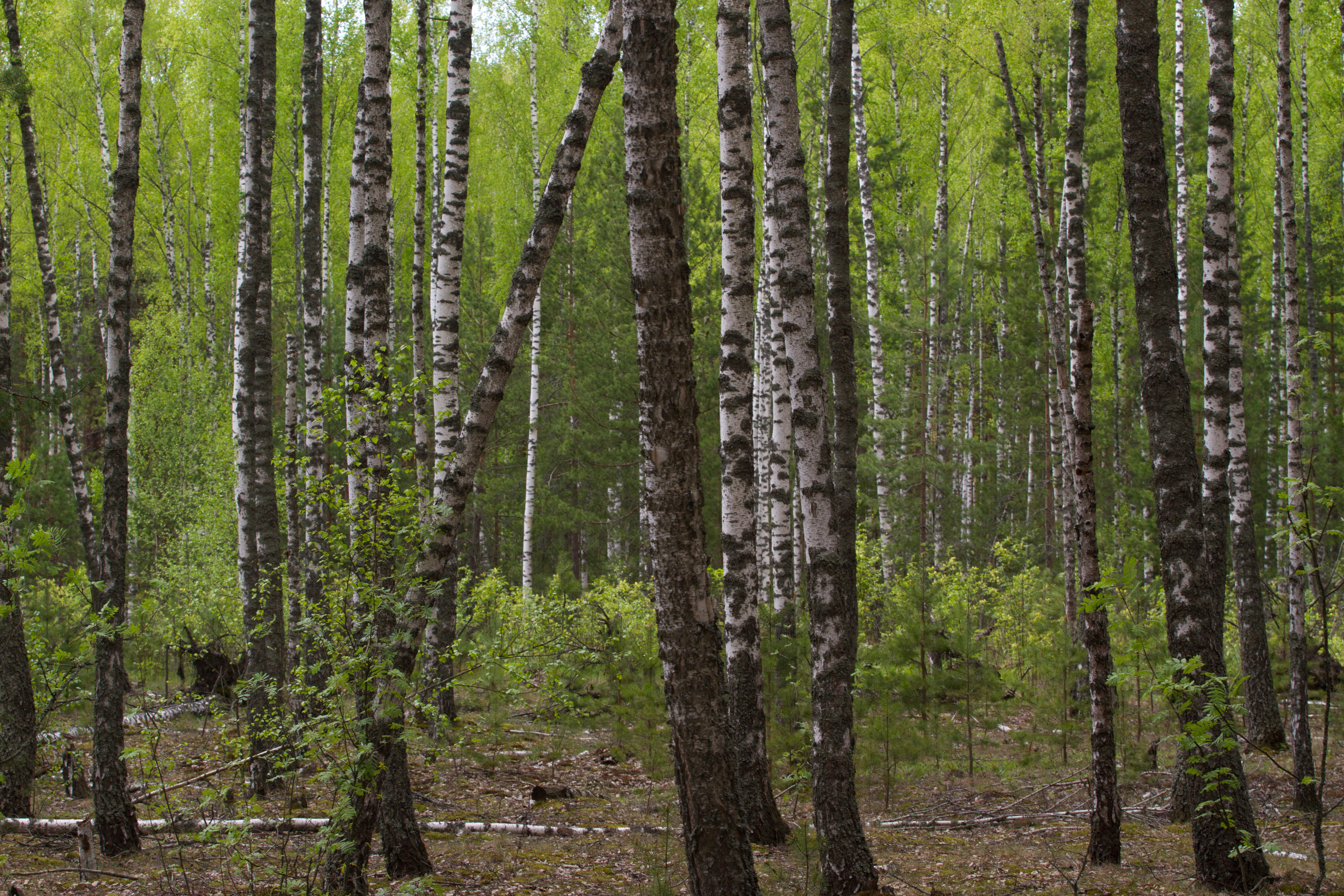
Деснянсько-Старогутський національний природний парк
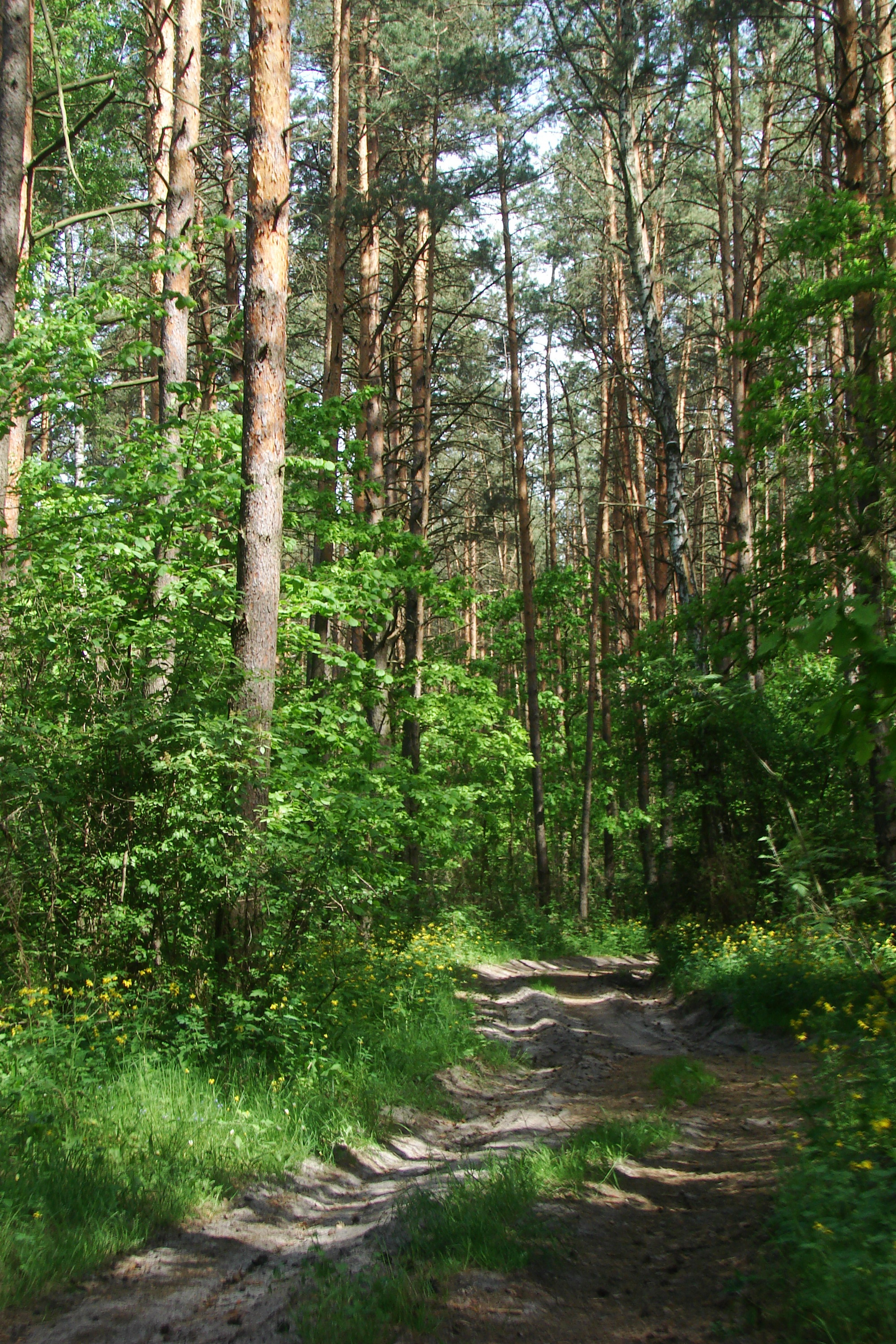
Деснянсько-Старогутський національний природний парк
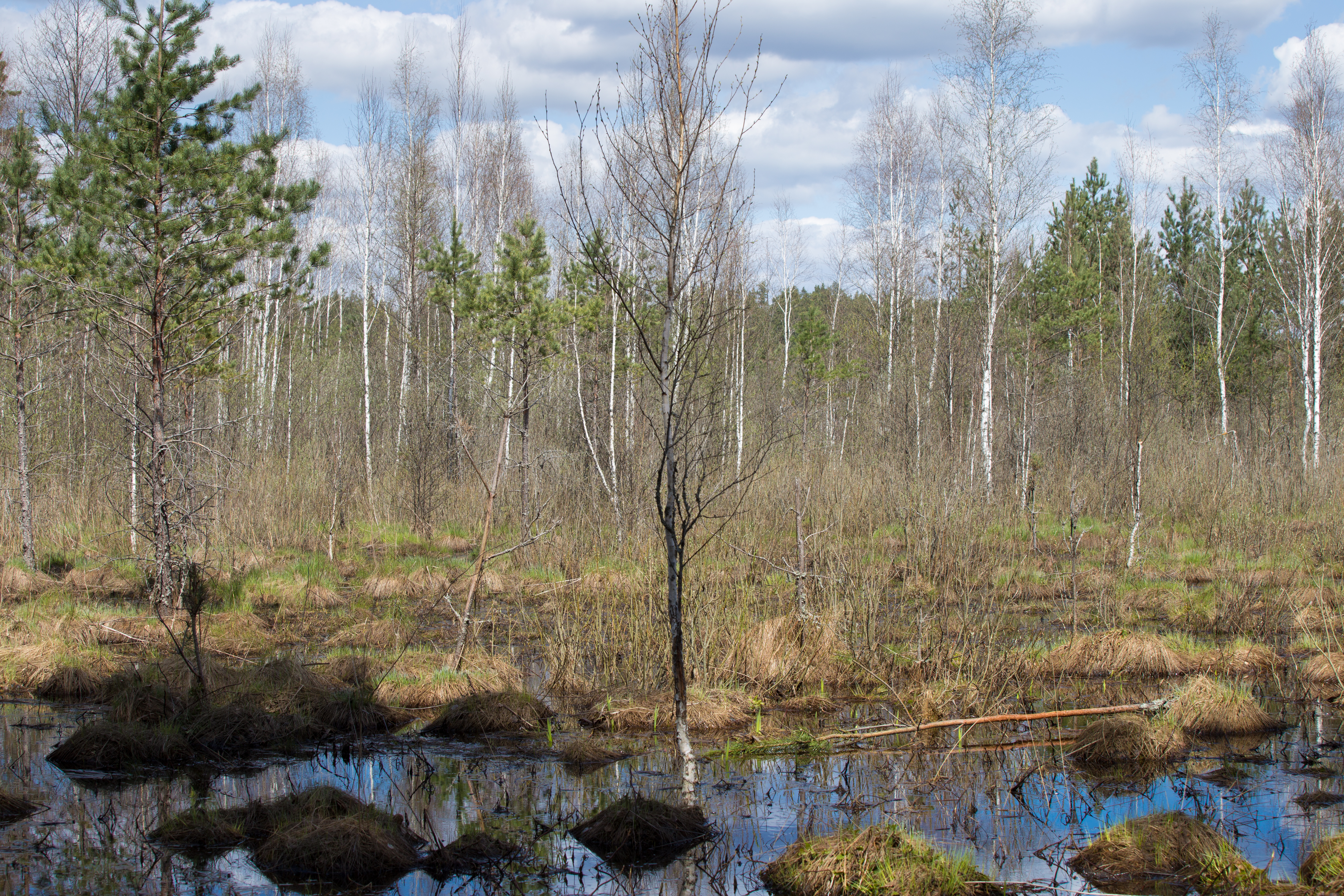
Деснянсько-Старогутський національний природний парк
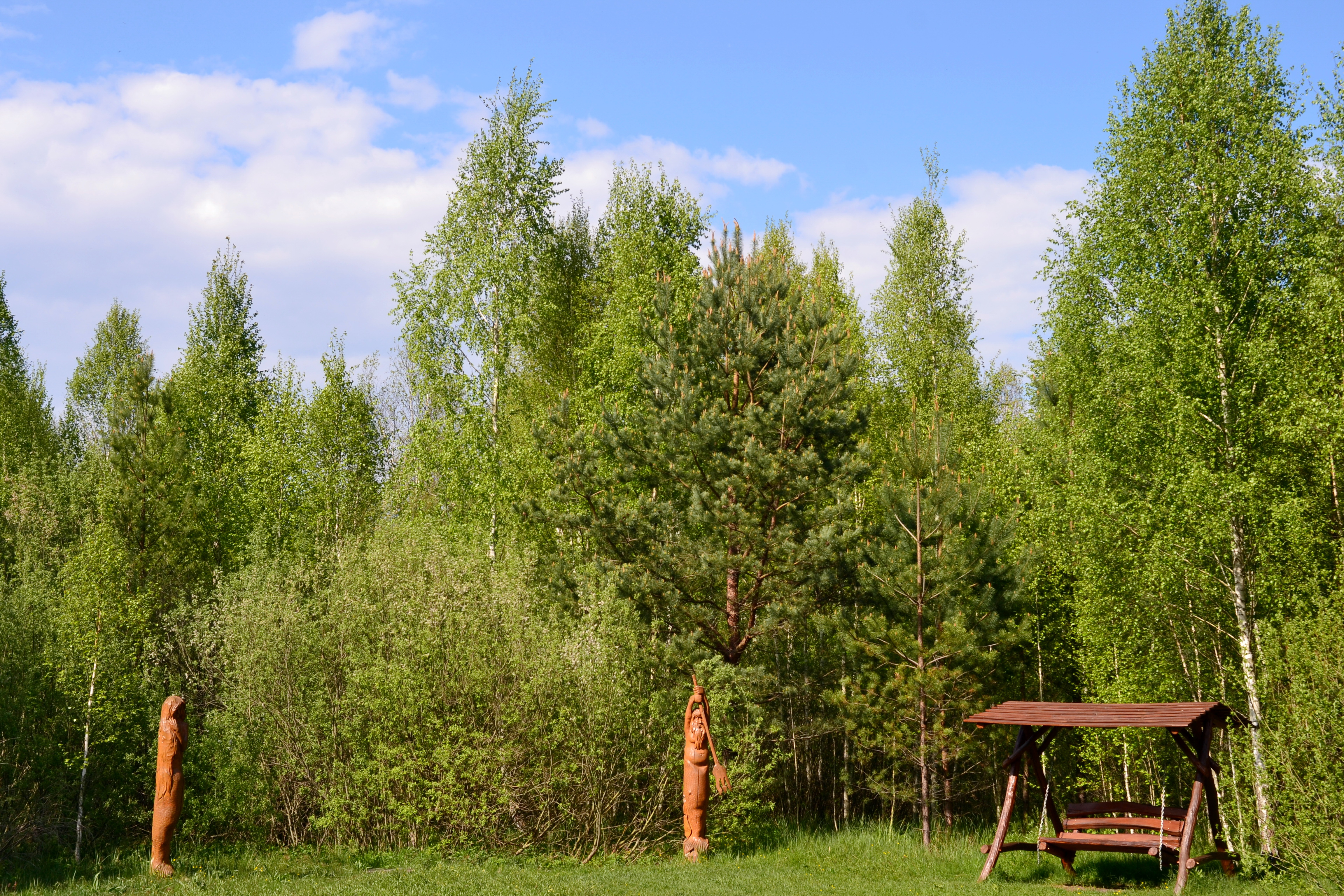
Ландшафтний заказник «Нечимне»
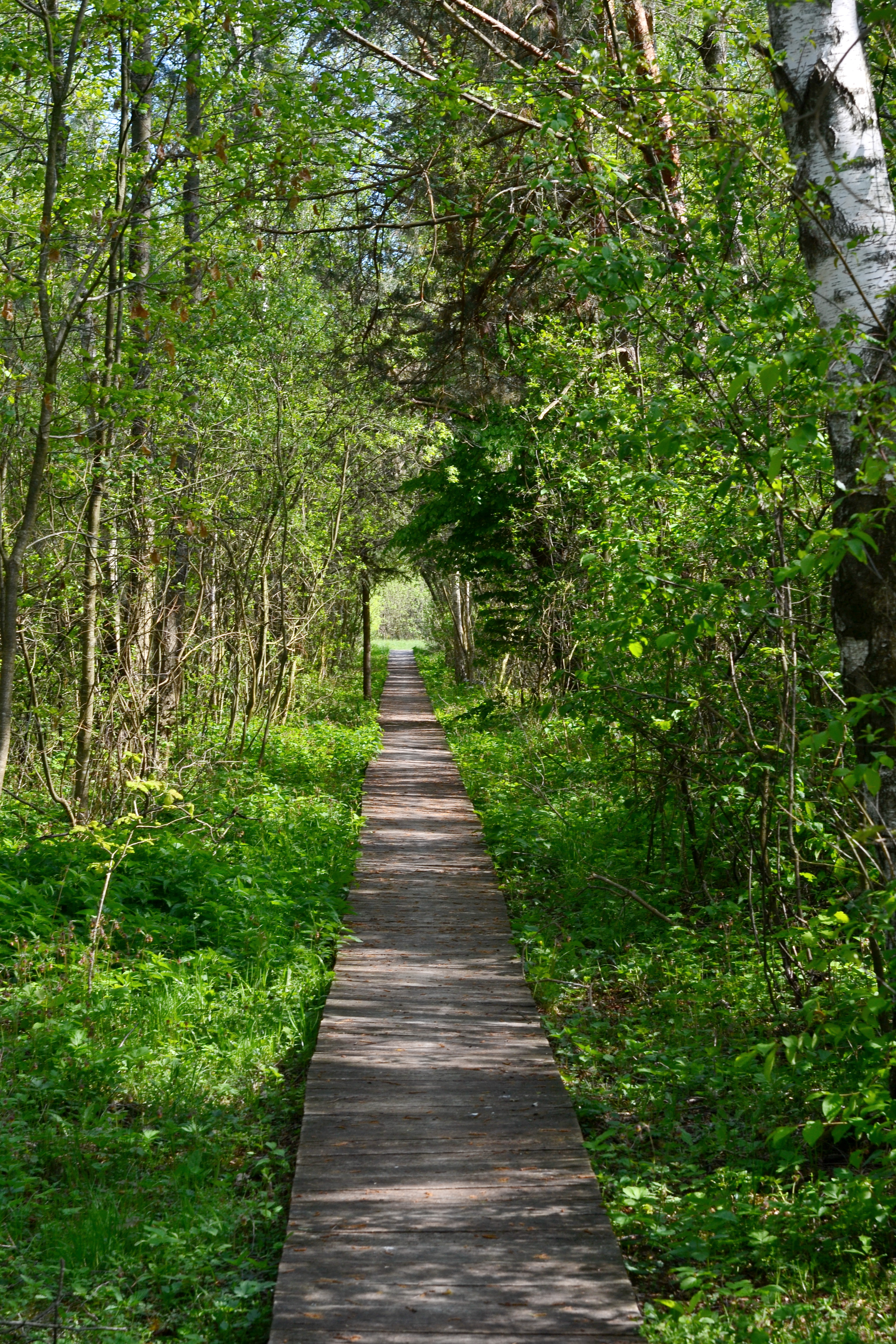
Ландшафтний заказник «Нечимне»